# Nattwerder

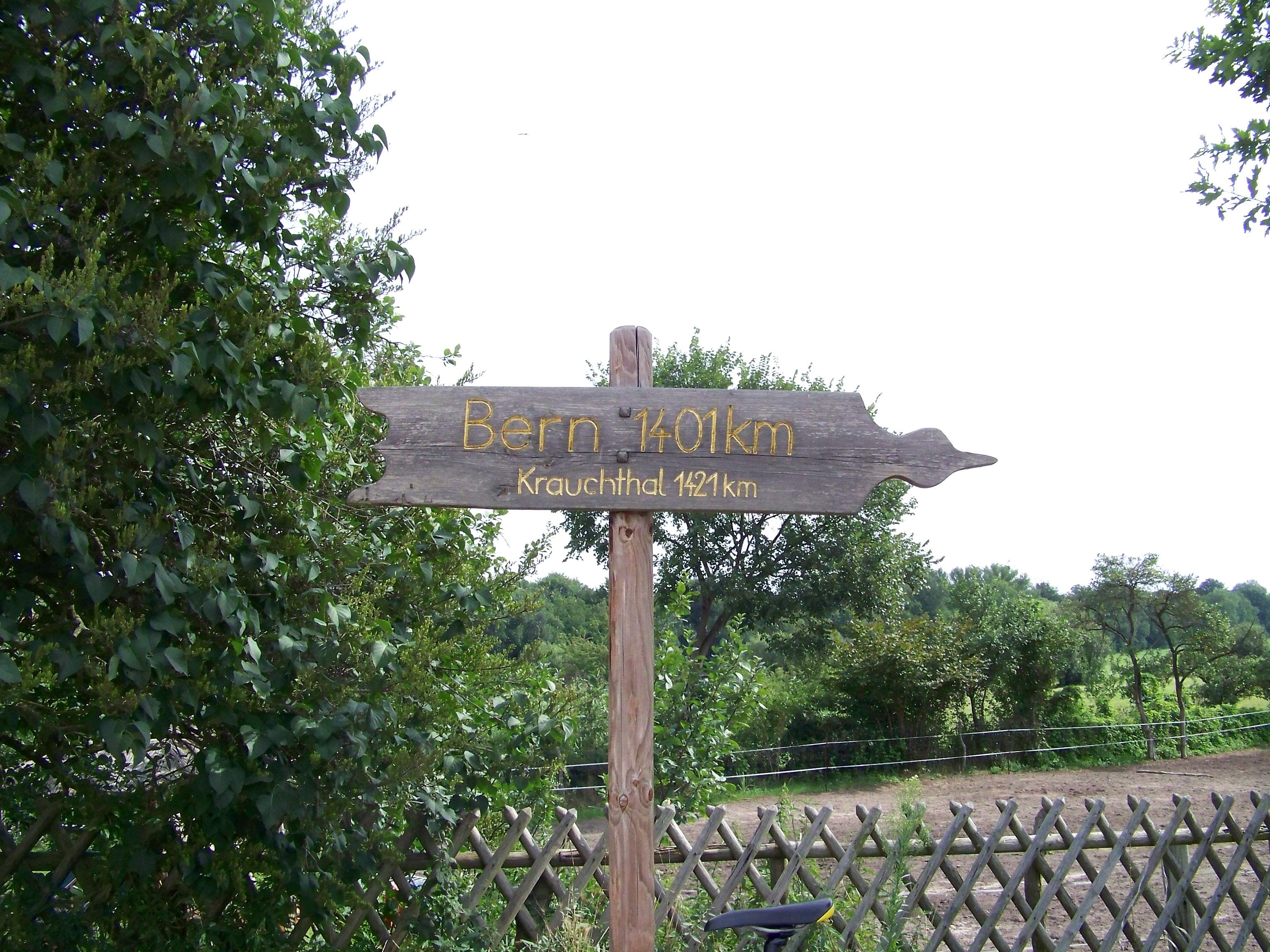
Wegweiser in die alte Heimat

Nattwerder ist ein Gemeindeteil des Ortsteils Grube der Stadt Potsdam. Der Ort befindet sich im Nordwesten Potsdams zwischen Töplitz und Golm direkt an der Wublitz. Die Ortschaft hat etwa 40 Einwohner (2006).

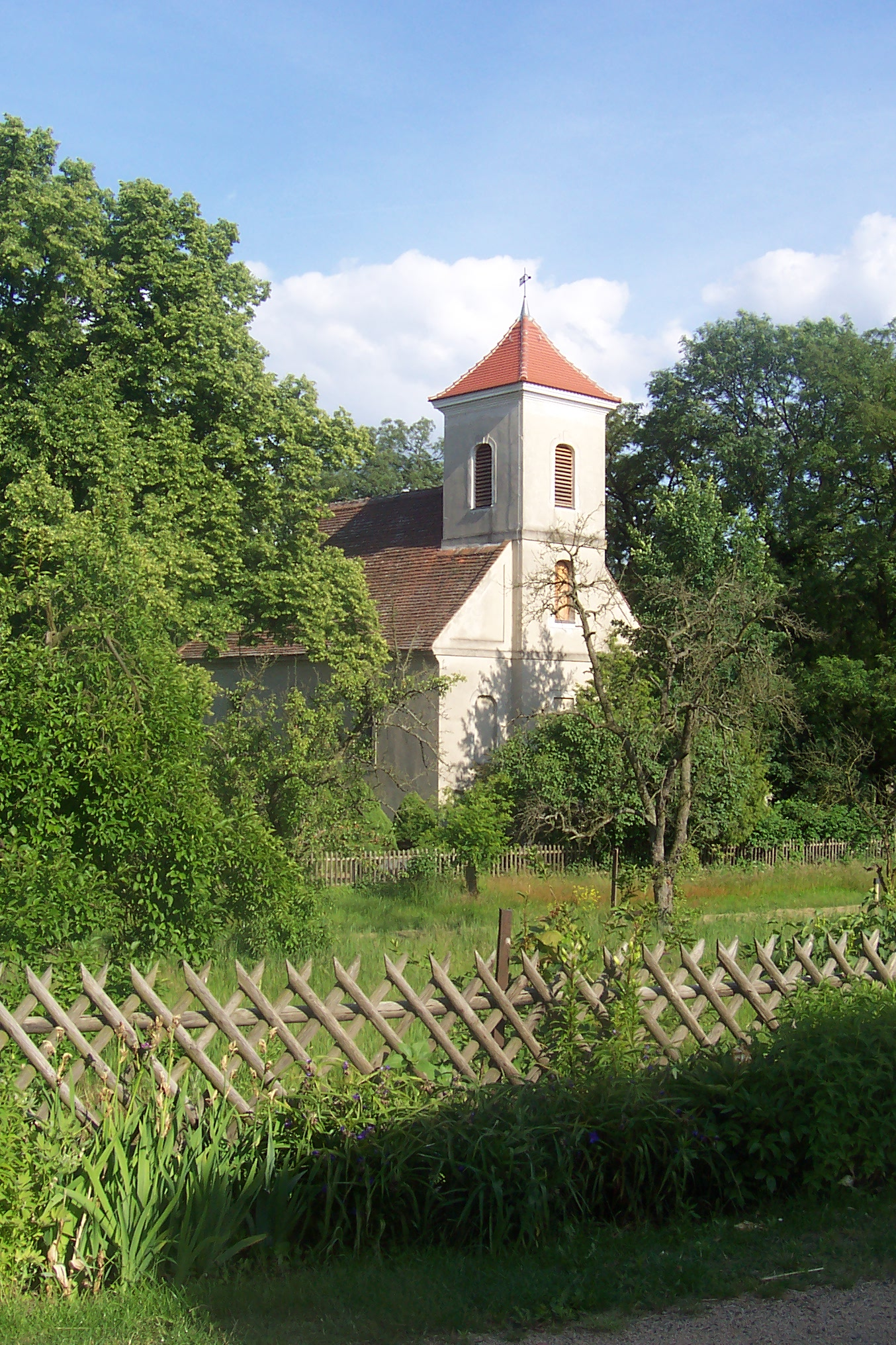
Dorfkirche in Nattwerder

## Geschichte
Da die Mark Brandenburg nach dem Dreißigjährigen Krieg vielfach entvölkert war, wandte sich 1683 der Kurfürst Friedrich Wilhelm hilfesuchend an die Stadtväter von Bern mit der Bitte, doch in der Landwirtschaft erfahrene Leute in die Mark zu schicken. Da sich die wirtschaftliche Situation um Bern nicht auf dem Höhepunkt befand und viel Not herrschte, kamen 14 Familien samt ihren Knechten und Mägden, insgesamt 103 Männer, Frauen und Kinder, am 18. Juni 1685 in die Mark und begründeten das Schweizer Kolonistendorf Nattwerder. Der Kurfürst ließ ihnen das zum Kauf von Werkzeugen nötige Geld auszahlen, stellte ihnen das Saatgut für die erste Aussaat und gewährte für die Dauer von 30 Jahren die Befreiung von Abgaben. 1768 wurde ein Schöpfwerk zur Entwässerung der umliegenden Moore eingerichtet.
Die Siedler bewahrten lange ihre Eigenart, ihre Gebräuche und ihre Sprache. Erst seit der Mitte des 19. Jahrhunderts kam es zu Heiraten zwischen den „Schweizern“ und ihren Nachbarn.

## Verwaltungszugehörigkeit
Nattwerder war eine Gemeinde des Kreises Osthavelland. Am 1. April 1939 wurde der Ort in den Stadtkreis Potsdam umgegliedert. Am 25. Juli 1952 wurde er aus Potsdam wieder ausgegliedert und kam als Ortsteil zur Gemeinde Grube (damals Kreis Potsdam-Land). Schließlich wurde der Ort zusammen mit Grube am 26. Oktober 2003 nach Potsdam eingemeindet. Er ist heute ein Gemeindeteil des Ortsteils Grube der Stadt Potsdam. Kirchlich gehört Nattwerder zum Pfarrbereich Töplitz (Stadt Werder (Havel), Landkreis Potsdam-Mittelmark).

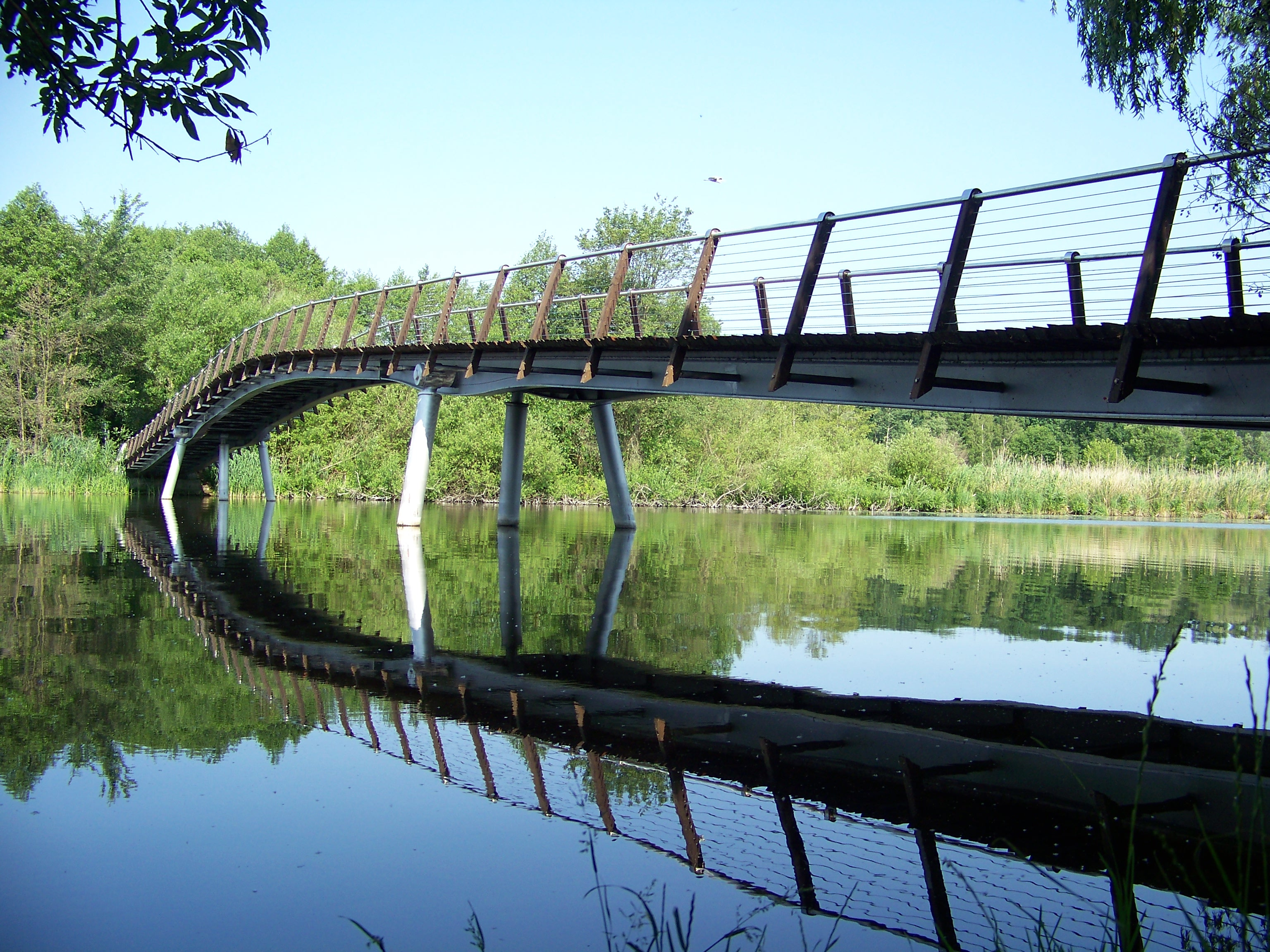
Die Fußgängerbrücke über die Wublitz

## Sehenswürdigkeiten
- Bereits im Jahr der Ankunft der Neusiedler, 1685, wurde die reformierte Dorfkirche in Nattwerder erbaut. Sie ist die älteste genutzte und erhaltene Kirche in Potsdam. Sie wird seit 2009 rekonstruiert.
- Im Süden von Nattwerder befindet sich eine Fußgängerbrücke, die die Insel Potsdam mit der Insel Töplitz verbindet.